# Escuela de Padua
Le escuela de Padua fue un círculo pictórico italiano, que surge en Padua en el siglo XVI.
La importante tradición gótica conservada hasta mediados del siglo XV influye profundamente en el Renacimiento del Norte de Italia, que comienza a manifestarse a través de la actividad de grandes artistas toscanos en Padua, convertida desde entonces en un centro artístico de la mayor importancia. Hacia 1434-37 trabaja allí Filippo Lippi; desde 1443 hasta 1452, Donatello; y también por aquellos años Paolo Ucello; mientras Piero della Francesca lo hacía en la vecina Ferrara en 1449-50. Los diversos elementos renacentistas aportados por ellos operan en Francesco Squarcione (1394/971468), desigual como pintor y carente de personalidad propia -compárese su políptico de Lazara (Museo Cívico, Padua) tan decadente en su goticismo con la donatelliana Madonna del Stadtliches Museum de Berlín-, pero apasionado negociante y coleccionista de cuadros y antigüedades que estimularon decisivamente a sus magníficos discípulos: Cosme Tura, que extiende a Ferrara los elementos renacentistas; Carlo Crivelli, que en 1468 va a las Marcas; y sobre todo Mantegna, que imprime un tono heroico a su figuración realizada plásticamente con trazo incisivo y firme claroscuro, a la vez que muestra un alto ideal de fe en sus cuadros religiosos. La influencia de Mantegna en Venecia, Lombardía y Emilia, durante la segunda mitad del siglo XV, es comparable a la que ejerció Masaccio en Italia central.
Otros artistas que se amoldan a las novedades renacentistas con un fondo de peculiaridades locales góticas son: Ansuino da Forli y Niccolo Pizzolo (1421-53), que pintan la capilla del Palacio del Podestá y después intervienen junto a Mantegna en la decoración de la capilla Ovetari con influencias de Filippo Lippi en el color y la cadencia formal y de Donatello en detalles naturalistas; el croata Jorge Chiulinovich el Schiavone (1436-1504), autor de Vírgenes góticas -Madonna de la Galería Sabauda de Turín y políptico de la National Gallery de Londres, que enmarca en arquitecturas renacentistas con motivos decorativos donatellianos; y el boloñés Marco Zoppo (1433-78), autor de Cristo muerto (Museo Cívico, Pesaro) y del políptico del Colegio español de Bolonia, cercano a Cosme Tura.